# Landshypotek
Landshypotek Bank är en av de tio största bankerna i Sverige. Verksamheten är primärt inriktad på utlåning inom jord och skog. Sedan 2017 har banken även bolån för villaägare.
Landshypotek Bank är ett helägt dotterbolag till Landshypotek Ekonomisk Förening. Utlåningen sker framförallt mot säkerhet i fast egendom inom jord och skog. Landshypotek Bank erbjuder även sparande för svenska hushåll och företag. Bankens låntagare inom jord och skog blir medlemmar i föreningen, till skillnad från sparkunderna och de kunder som lånar till sitt hus. De cirka 34 000 medlemmarna äger gemensamt banken och får ta del av bankens vinst. All affärs- och tillståndspliktig verksamhet bedrivs i banken. Banken har drygt 170 medarbetare på 19 kontor runt om i landet.